# 程鄭 (春秋)
程郑（？—前548年），春秋时期晋国下军佐，出自荀氏的别支程氏。前573年，晋悼公即位任命程郑为乘马御。后来程郑成了晋平公的宠臣，前549年，被任命为下军佐。当时晋国六卿执政的格局已经形成，程郑作为国君宠臣获得高位很不安。郑国行人公孙挥到晋国聘问，程郑问如何才能降级，公孙挥不能回答，告诉然明，然明认为程郑这种人问这样的问题，不是将死，就是就要逃亡。前548年，程郑去世，子产开始重视然明。